# 橫洲 (西貢)
橫洲（英語：Wang Chau）是一個位於香港西貢的小島，是甕缸群島面積最小的成員，最高峰只有海拔80米，最窄的位置僅闊500米。橫洲海蝕地貌豐富，已被列入香港地質公園及甕缸群島特別地區以作保護。

## 地質與地貌
一如沙塘口山，橫洲的出露地層亦屬於早白堊紀滘西洲火山岩群。橫洲海蝕地貌豐富，北端的海蝕穴是最美麗的景點。橫洲的海蝕穴發育較佳，深度大於寬度，這些地貌是地質因素和海平面運動所致，前者包括組成海岸的岩石或物質的類型及其抗蝕能力、岩層的產狀、地質構造和海岸地區的地殼運動等，這些因素對海岸特徵和演化過程有重大的影響。海蝕穴是海岸崖腳的凹坑或凹槽，由波浪水流沖磨而成，屬於海蝕地貌。海蝕作用是指波浪和水流夾雜着沙礫岩塊拍岸，對海岸撞擊、沖刷和研磨，造成破壞。

## 前往方法
島上沒有人口，亦沒有公共交通工具前往，只能自行租船遊覽，或經香港夾船平台提早預約船隻，以拼船形式出發，最便宜方便。西貢島嶼較多，可以考慮從西貢碼頭租船出發，沿途經過吊鐘洲、沙塘口山、火石洲、橫洲等，近距離觀賞岩石險峻的原始景致。